# Lipromorpha cyanea
Lipromorpha cyanea es una especie de insecto coleóptero de la familia Chrysomelidae. Fue descrita científicamente en 1980 por Chen & Wang.